# Občina Beltinci
Občina Beltinci je ena od slovenskih občin, ki leži ob levem bregu reke Mure na ravninskem delu Prekmurja. Na površini 6228 hektarjev prebiva 8640 ljudi. Površje, podnebje, vodovje, sestava tal, rastlinstvo in živalstvo občine so tipično panonski. 
Reka Mura predstavlja naravno mejo na jugozahodu in zahodu, ob njenem levem bregu ležijo redki gozdovi. Večina površja zasedajo kmetijske površine; kmetijstvo je zahvaljujoč rodovitni prsti glavna gospodarska dejavnost v občini. Poleg reke Mure tečejo čez območje občine še potoki Črnec, Dobel, Ledava in Lipnica.

## Simboli občine
Grb občine Beltinci je poševno in valovito razdeljen na zlato in plavo polje. V zlatem polju posegajoč v plavo se nahaja mlinsko kolo, v plavem pa je klas žita. Grb so začeli uporabljati 13. februarja 2003.

## Naselja v občini
Beltinci, Bratonci, Dokležovje, Gančani, Ižakovci, Lipa, Lipovci, Melinci. Glavno mesto so Beltinci, ki imajo trške pravice od leta 1811. Vsa naselja so samostojne krajevne skupnosti.

## Prebivalstvo
Ob popisu leta 2001 je bila slovenščina materni jezik 7974 (96,6 %) občanom, romščina 73 (0,9 %), hrvaščina pa 49 (0,6 %). Neznano je za 107 (1,3 %) oseb. 7307 ali 88,5 % je rimokatoličanov, 57 ali 0,7 % evangeličanov, 92 ali 1,1 % pa je ateistov.